# Ideoblothrus seychellesensis
Espèce
Synonymes
- Ideobisium seychellesensis Chamberlin, 1930

Statut de conservation UICN

 EN B1ab(iii)+2ab(iii) : En danger
Ideoblothrus seychellesensis est une espèce de pseudoscorpions de la famille des Syarinidae.

## Distribution
Cette espèce est endémique des Seychelles.

## Systématique et taxinomie
Cette espèce a été décrite sous le protonyme Ideobisium seychellesensis par Chamberlin en 1930. Elle est placée dans le genre Ideoblothrus par Muchmore en 1982.

## Étymologie
Son nom d'espèce, composé de seychelles et du suffixe latin -ensis, « qui vit dans, qui habite », lui a été donné en référence au lieu de sa découverte, les Seychelles.

## Publication originale
- Chamberlin, 1930 : A synoptic classification of the false scorpions or chela-spinners, with a report on a cosmopolitan collection of the same. Part II. The Diplosphyronida (Arachnida-Chelonethida). Annals and Magazine of Natural History, sér. 10, vol. 5, p. 1-48 & 585-620.